# Schloss Klosterhäseler

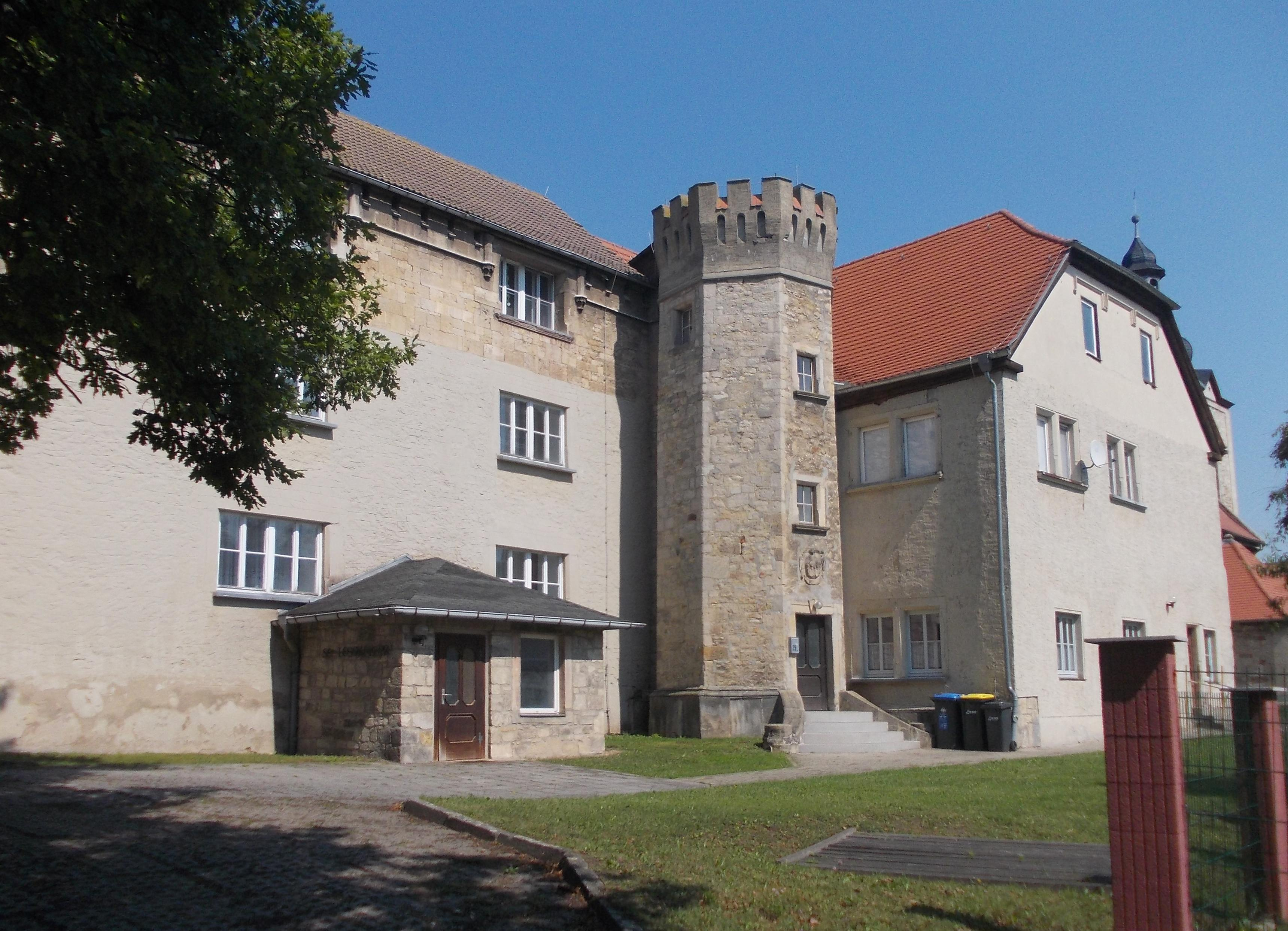
Schloss Klosterhäseler

Schloss Klosterhäseler ist ein historisches Bauwerk in Klosterhäseler im Burgenlandkreis in Sachsen-Anhalt.

## Geschichte

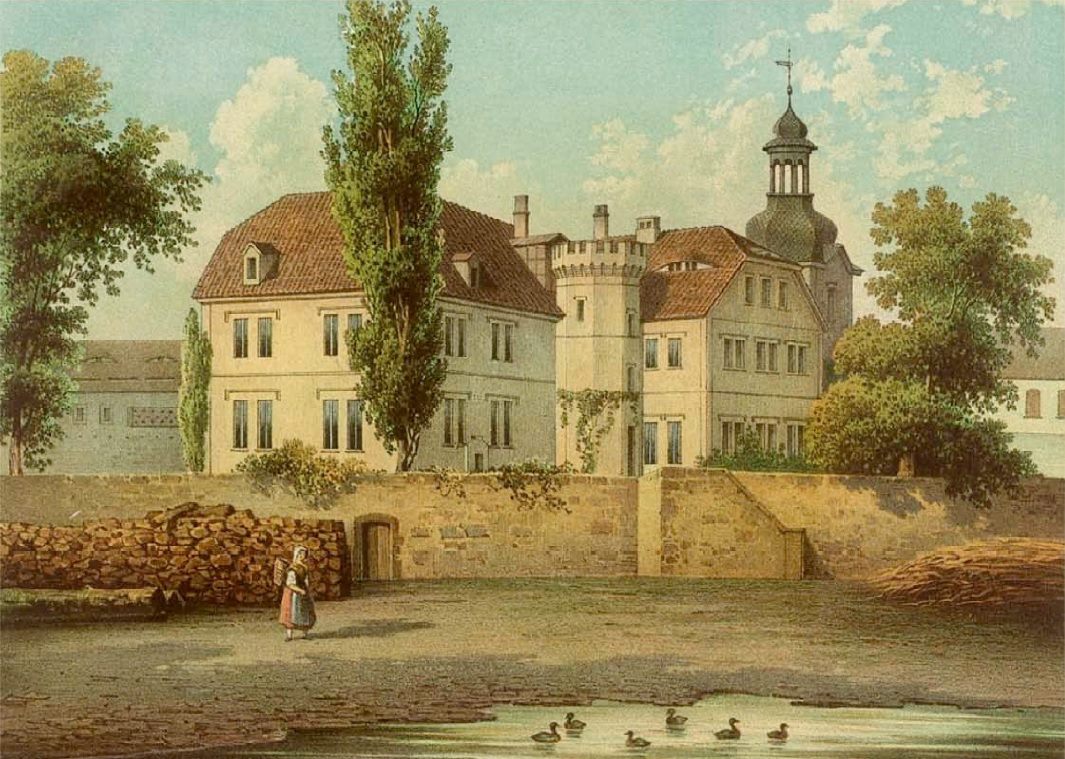
Kloster Häseler, um 1866/67. Sammlung Alexander Duncker.

Spätestens seit 1239 bestand an dieser Stelle ein Zisterzienserinnenkloster. Dieses wurde um 1540 aufgelöst. 1543 erwarb das alte Adelsgeschlecht der Familie Heßler die Anlage. Um 1700 war sie kurzzeitig im Besitz des Herzogs von Sachsen-Weimar, dann beschlagnahmt vom Kurfürsten von Sachsen. Seit 1732 gehörte das Schloss der im folgenden Jahr nobilitierten Familie von Haeseler. Deren Ahnenreihe beginnt im Vorjahr mit dem noch bürgerlichen Gottfried Haeseler, nachfolgend mit seinem Bruder Regierungsrat August von Haeseler. Miteigentümer war Gottlieb von Haeseler. Der Sohn des erstgenannten Regierungsrates aus der Ehe mit Johanne Christiana Cramer († 1764), der Forstmeister Friedrich August von Haeseler, übernimmt die Gutsgeschäfte vom Vater. Aus seiner zweiten Ehe mit Sophie von Thümmel (* 3. Juli 1746; † 9. August 1781) wiederum stammt der Erbe, der gleichnamige Rittmeister Friedrich August von Haeseler. Der Offizier ehelichte Josephine du Quesnoy. Aus der geschiedenen Ehe kommt der Sohn Friedrich Joseph August von Haeseler, der als konservativer Gutsbesitzer auf Klosterhäseler auch in die Landespolitik einsteigt. Er vermählte sich bürgerlich mit Auguste Emilie Wilhelmine Schulze (1815–1896). Den längst zum Familienfideikommiss, zumeist in Form einer Stiftung, bestimmten Besitz Klosterhäseler erhält Louis Ferdinand von Haeseler (1844–1911). Auch er bindet sich nicht standesgemäß adlig, sondern heiratet 1868 in Flensburg Olga Andresen, die als Witwe in Naumburg lebte. August von Haeseler, Jg. 1870, erbt 1912 das Gut und Herrenhaus Klosterhäseler. Ab Ende der 1920er Jahre firmiert die Begüterung zum Allodialgut, zum freien Besitz. Zu Klosterhäseler gehörten seit Jahrhunderten noch kleinere Nebengüter in der Umgegend, in Form von Vorwerken, Dietrichsroda mit 140 ha und Pleismar mit 36 ha. Gut Klosterhäseler selbst umfasste 1922 zeitgleich etwa 380 ha, davon circa 76 ha Forsten. Der Eigentümer August von Haeseler wurde Rittmeister und heiratete in erster Ehe mit Margarete von Stammer-Triestewitz (1884–1917) die Tochter des Gutsbesitzers Ludwig von Stammer auf Rittergut Triestewitz und der Agnes von Schönberg. Seine zweite Ehe wurde mit Martha Lorenz 1928 in Bremen geschlossen. Alle sechs Kinder aus beiden Beziehungen lebten Anfang der 1940er Jahre auf Schloss Klosterhäseler. August von Haeseler war Mitglied der Deutschen Adelsgenossenschaft und im Vorstand der Landesabteilung Thüringen dieser Standesorganisation.
1946 wurde das Adelsgeschlecht bei der Bodenreform enteignet und das Schloss wurde danach als Wohngebäude, Schule, Bürgermeistersitz und LPG-Verwaltungssitz genutzt.
Seit 2005 befindet sich in der Krypta das Orgelbaumuseum Klosterhäseler. Andere Gebäudeteile werden für Veranstaltungen, Wohnungen und ein Weingut genutzt.

## Baugeschichte und Architektur

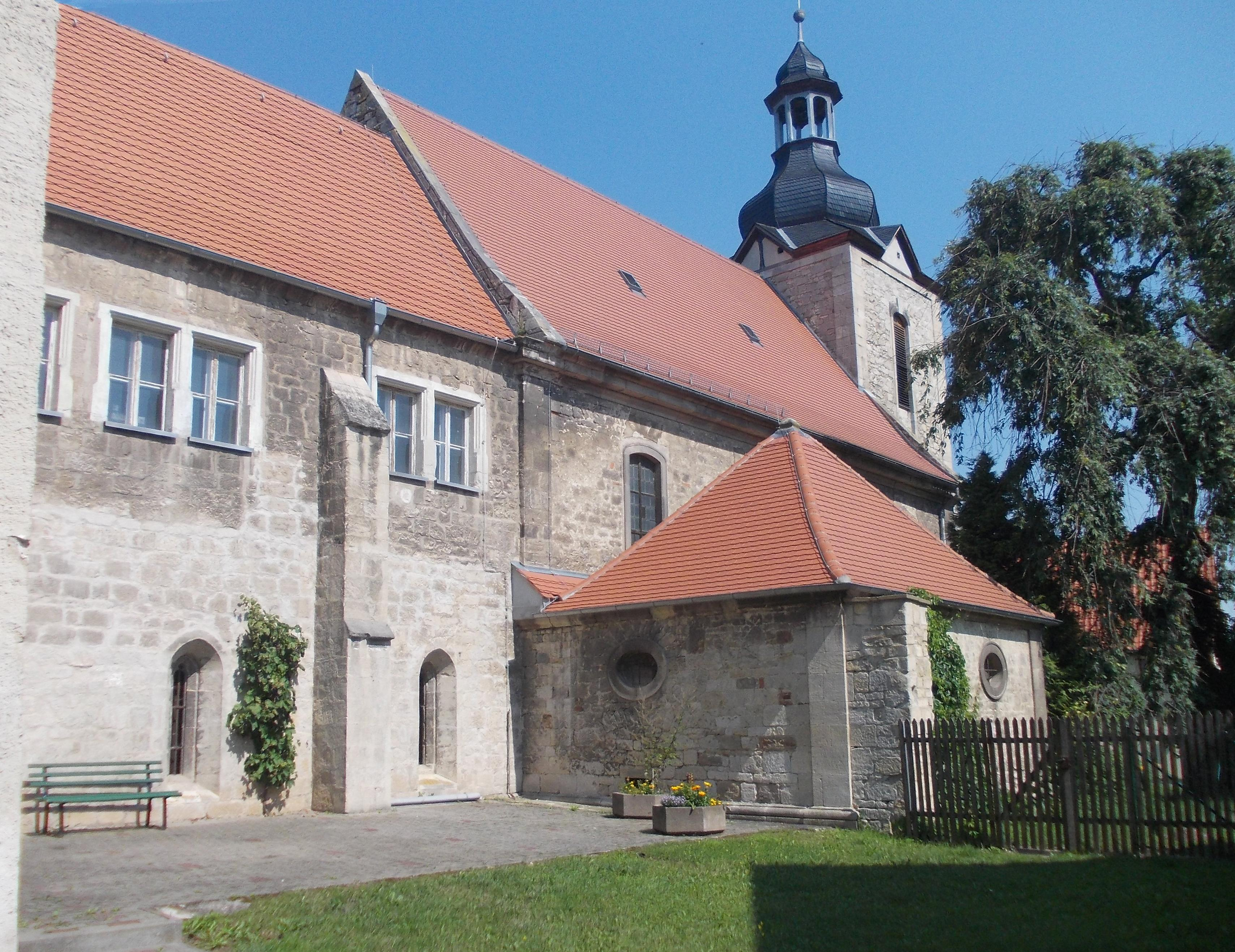
Schloss (links) und Dorfkirche (rechts) als ein Bauensemble

Das Schloss entwickelte sich aus den Klausurgebäuden des ehemaligen Zisterzienserinnenklosters. 1713 fanden Umbauten statt, 1766 wurde eine neue Kirche angebaut, 1873 gab es die letzten umfangreicheren Umbauten.
Das Schloss ist ein längliches Gebäude mit mehreren Anbauten und einem oktogonalen Treppenturm im Süden. Direkt im Osten ist an Stelle der vorherigen Klosterkirche die Dorfkirche angebaut. Im Untergeschoss des Schlosses befindet sich die gotische Krypta des ehemaligen Klosters aus dem frühen 14. Jahrhundert.